# Sean Franklin
Sean Michael Franklin (* 21. März 1985 in Los Angeles, Kalifornien) ist ein US-amerikanischer ehemaliger Fußballspieler auf der Position eines Abwehrspielers. Im Jahre 2011 gab er sein Debüt für die Nationalmannschaft seines Heimatlandes.

## Karriere

### Karrierebeginn und Zeit an der Cal State Northridge und den Quakes
Seine aktive Karriere als Fußballspieler begann der im Jahre 1985 in Panorama City, einem Stadtteil von Los Angeles, geborene Sean Franklin in noch jungen Jahren. Nachdem er zuerst nur hobbymäßig aktiv gewesen war, spielte er unter anderem auch während seiner High-School-Zeit an der Highland High School in Palmdale, Kalifornien. Dort trainierte er zumeist unter dem regional angesehenen Jugendtrainer Danny Young und war zudem dreifacher Lettergewinner. Zudem wurde er in seinem Seniorjahr zum Golden League’s Most Valuable Player ausgezeichnet und schaffte es 2003 ins All-Area-First-Team, nachdem er mit seinem Team den Meistertitel in der Golden League geholt hatte. Des Weiteren führte er sein Team in seinem Senior-Jahr als Kapitän an. Nach seiner High-School-Zeit wechselte der dreifache Letterman an die Universität, in der bereits sein Vater in den 1970erb als Footballspieler aktiv war, die California State University, Northridge. Dort avancierte er rasch zu einem der erfolgreichsten Abwehrspieler in der Geschichte des universitätseigenen Fußballteams. Nach einem Jahr als Redshirt war er im darauffolgenden Spieljahr nur einer von zwei Spielern des Teams, die in allen 19 Partien der Saison eingesetzt wurden, um danach unter anderem ins „All-Big-West-Conference-Second-Team“ geholt zu werden. Im gleichen Jahr wurde er auch erstmals in die U-20-Auswahl der USA geholt, in der er allerdings nicht zum Einsatz kam. Als Sophomore brachte er seine beste Saisonleistung an der Universität, als er in 21 Partien eingesetzt wurde und dabei sechs Torvorlagen für seine Teamkollegen machte, nachdem ihm dies in der Vorsaison kein einziges Mal gelungen war. Am Saisonende wurde er außerdem noch mit der Wahl ins „All-Big-West-Conference-First-Team“ und der Wahl ins „All-Far-West-Region-Third-Team“ für seine Leistungen ausgezeichnet.
Auch 2006 war er wieder als Stammkraft des Teams im Einsatz und brachte es ein weiteres Mal auf Einsätze in allen 19 Meisterschaftsspielen. Dabei gelangen ihm weitere vier Torvorlagen für seine Teamkollegen und er wurde zum wiederholten Male mit der Wahl ins „All-Big-West-Conference-First-Team“ ausgezeichnet. Zudem schaffte er es am Ende dieses Jahres auch ins „All-Far-West-Region-Second-Team“ und erzielte außerdem noch seinen ersten Treffer als Spieler der Northridge Matadors, wie die Sportabteilung an der Cal State Northridge genannt wird. Dieser gelang ihm am 11. Oktober 2006 bei einem 4:1-Erfolg über das Fußballteam der UC Irvine. In seiner spielfreien Zeit an der Universität verbrachte er einen Großteil seiner Zeit bei den San Fernando Valley Quakes in der als viertklassig anzusehenden USL Premier Development League (PDL). Dies tat er auch im darauffolgenden Jahr 2007, in dem er es mit dem erstmals in deren Vereinsgeschichte in die Play-offs schaffte, sich dort allerdings im Halbfinale gegen die BYU Cougars, einem Universitätsfußballteam mit Spielbetrieb in der vierthöchsten Liga, den Arm brach und so die Saison vorzeitig verletzungsbedingt beenden musste. Durch diese Verletzung versäumte er auch einen Großteil seiner Collegesaison, in der er erst in den letzten acht Spielen der Saison zurückkehrte und dabei bei einer 2:3-Niederlage gegen die UC Santa Barbara auch seinen zweiten und auch letzten Treffer für die Northridge Matadors erzielte. Bis zu seinem Abgang von der Universität brachte er es auf insgesamt 65 Meisterschaftsauftritte, zehn Assists und zwei Tore und zudem noch auf 23 Meisterschaftseinsätze und vier Treffer bei den Quakes in der Viertklassigkeit.

### Draft zu Los Angeles Galaxy
Anfang 2008 wurde Franklin nach seinem Abschluss an der Cal State Northridge als bester rechter Außenverteidiger des gesamten Drafts über den MLS SuperDraft 2008 in der ersten Runde als vierter Pick zu Los Angeles Galaxy gedraftet. Dabei war er in diesem Jahr gleich einer von insgesamt sechs Spielern, die über den MLS SuperDraft den Weg zu Los Angeles Galaxy fanden. Nachdem er bereits im Saisoneröffnungsspiel von Galaxy auf der Ersatzbank vertreten war und im anschließenden ersten Heimspiel von Galaxy in der neuen Saison bereits erstmals auf dem Platz stand, etablierte er sich rasch in der Mannschaft. Nach seinem Profidebüt am 3. April 2008 gegen die San José Earthquakes, als er über die volle Spieldauer in der Innenverteidigung durchspielte, wurde er bis zum Saisonende in weiteren 26 Partien eingesetzt. Den Großteil des Spieljahres 2008 verbrachte der gelernte rechte Außenverteidiger auf der Position eines Innenverteidigers und musste nur im Juli zwei Meisterschaftspartien aufgrund einer Knieverletzung ausfallen lassen. Zudem gelang ihm in dieser Saison auch seine erste Torvorlage bei Galaxy, als er die Vorlage zu einem durch Edson Buddle erzielten Treffer beim 3:2-Erfolg über die Colorado Rapids am 12. Oktober 2008 gab. Zum Saisonende wurde er zum besten Abwehrspieler von Los Angeles Galaxy ausgezeichnet und erhielt zudem auch noch den MLS Rookie of the Year Award, als bester Rookie-Spieler der gesamten Liga.
2009 fiel er für mehrere Monate aufgrund einer Operation seiner gerissenen rechten Achillessehne aus und kehrte danach erst langsam wieder in den laufenden Spielbetrieb zurück. Bis zum Saisonende brachte er es dabei lediglich auf 13 Meisterschaftseinsätze, in denen er jedoch in allen von Beginn an am Rasen stand. Auch in dieser Spielzeit gelang ihm wieder ein Assist und zudem war er Mitglied der Mannschaft, als diese sich den Meistertitel in der Regular Season in der „Western Conference“ sicherte und sich so den Weg ins Finale des MLS Cup des Jahres 2009 ebnete. Franklin, der in allen vier Play-off-Spielen seines Teams eingesetzt wurde, war auch einer der Schlüsselspieler der Mannschaft, die erst im Play-off-Finale, dem alljährlich stattfindenden MLS Cup, knapp gegen Real Salt Lake im Elfmeterschießen unterlag. Die anschließende Major League Soccer 2010 verlief für Franklin persönlich etwas besser als die vorhergegangene. So war er gar wieder eine Stammkraft in der Abwehrreihe des Teams und brachte es als diese auf insgesamt 25 Meisterschaftseinsätze, von denen er in 24 von Beginn an spielte. Zudem gelangen ihm in dieser Spielzeit gleich sechs Torvorlagen für seine Mitspieler. Mit Los Angeles Galaxy rangierte er am Ende des Spieljahres zum wiederholten Male auf Platz 1 der „Western Conference“ und qualifizierte sich so ohne Probleme ein weiteres Mal für die Play-off. In diesen startete Franklin in allen drei Begegnungen seines Teams, das jedoch im Halbfinale gegen den FC Dallas klar mit 0:3 unterlag und ausscheiden musste.

### Der Weg bis in die A-Nationalmannschaft
Nachdem er bereits im Jahre 2004 erstmals in die U-20-Nationalmannschaft seines Heimatlandes berufen worden war, gab er erst rund drei Jahre später im Jahre 2007 sein Debüt für die Junioren-Auswahl der USA, als er für ein internationales Jugendturnier in Südkorea ein weiteres Mal in den Kader geholt wurde. Dort gab er schließlich gegen die U-20-Auswahl von Ägypten sein Mannschaftsdebüt, als er von Beginn an spielte und ab Minute 65 durch Hunter Freeman ersetzt wurde und agierte zudem in diesem Spiel als einer der Leistungsträger. Bereits rund einen Monat zuvor wurde Franklin in den U-23-Kader der USA geholt, wo er beim Kirin Challenge Cup gegen die U-22-Auswahl Japans debütierte. Beide Spiele, in U-20- und U-23-Auswahl, blieben seine einzigen in einer Juniorennationalmannschaft in seiner Karriere. Noch vor seinem eigentlichen Debüt in der A-Nationalmannschaft der Vereinigten Staaten wurde Franklin bereits einige Male in deren Kader geholt, wo er zumeist nur mittrainierte, aber keine wirklichen Aussichten auf einen Einsatz hatte. Seine erste Einberufung erhielt er dabei im November 2008 für das in diesem Monat angesetzte Qualifikationsspiel zur WM 2010 gegen Guatemala. Obgleich er mit der Nationalmannschaft der USA mittrainierte stand er am Spieltag allerdings nicht in deren Kader und musste deshalb auf der Tribüne Platz nehmen. Des Weiteren wurde Franklin für das Wintertrainingslager im Januar 2009 in den Nationalkader der Vereinigten Staaten geholt. Für einen Einsatz reichte es allerdings auch danach nie, was unter anderem auch daran lag, dass er das Camp frühzeitig verletzungsbedingt verlassen musste.
Erst zwei Jahre später sollte er erneut die Chance haben, in US-amerikanischen Nationalelf eingesetzt zu werden. So holte in Trainer Bob Bradley für das Wintertrainingslager 2011 erneut in die Nationalmannschaft, für die er bald darauf am 22. Januar 2011 im Freundschaftsspiel gegen Chile (1:1) debütierte, als er über die gesamte Spieldauer zum Einsatz kam. Insgesamt kamen an diesem Tag neben Sean Franklin mit Chris Wondolowski, Zach Loyd, Jeff Larentowicz, Sean Johnson, Anthony Wallace und Eric Alexander gleich sechs weitere US-Amerikaner zu ihrem Teamdebüt.

### Wechsel zu D.C. United
Am Ende der Saison 2013 wurde Franklins Vertrag nicht weiter verlängert. Somit kam er in den MLS Re-Entry Draft 2013, wo er von D.C. United ausgewählt wurde. Dort unterzeichnete er wenig später einen Vertrag. 2018 ging er für eine letzte Saison nach Vancouver.

## Erfolge
an der Highland High School
- Dreifacher Letterman
- „Golden League’s Most Valuable Player“: 2003
- „All-Area-First-Team“: 2003
- Meister der „Golden League“: 2003

an der Cal State Northridge
- „All-Big-West-Conference-Second-Team“: 2004
- „All-Big-West-Conference-First-Team“: 2005, 2006 und 2007

mit Los Angeles Galaxy
- Meister der Regular Season in der „Western Conference“: 2009 und 2010
- MLS Cupfinalist: 2009
- Gewinner des MLS Supporters’ Shield: 2010

Individuelle Erfolge
- MLS Rookie of the Year: 2008
- „Defender of the Year“ von Los Angeles Galaxy: 2008

## Privates / Familie / Trivia
- Sean Michael Franklin wurde als Sohn von Lynette und John Franklin, der selbst in den Jahren 1975 bis 1977 an der Cal State Northridge Football spielte, im Stadtteil Panorama City von Los Angeles geboren. Zudem hat Sean Franklin drei Schwestern sowie einen Bruder.

- Sein Hauptfach an der Universität war Grafikdesign.